# Alfershausen
Alfershausen ist ein Gemeindeteil des Marktes Thalmässing im Landkreis Roth (Mittelfranken, Bayern). Die Gemarkung Alfershausen hat eine Fläche von 5,733 km². Sie ist in 687 Flurstücke aufgeteilt, die eine durchschnittliche Flurstücksfläche von 8344,49 m² haben.

## Lage
Das Kirchdorf liegt im nördlichen Grenzbereich des Naturparks Altmühltal, im Tal des Baches Thalach, zwischen den Ausläufern der südlichen Frankenalb und der Europäischen Wasserscheide. Die Staatsstraße 2225 führt nach Tiefenbach bzw. nach Thalmässing, die Staatsstraße 2389 nach Aberzhausen. Gemeindeverbindungsstraßen verlaufen nach Rabenreuth und nach Stetten zur Kreisstraße RH 40.

## Geschichte
788 wurde ein Alfershausen (später Altolfeshusen) zum ersten Mal in einer Schenkungsurkunde des Klosters Fulda erwähnt. Ob es sich bei dieser Erwähnung um dieses Alfershausen handelte, ist jedoch unsicher.
Sicher urkundlich erwähnt wurde Alfershausen im Jahr 1068. Bischof Gundekar II. errichtete eine Kapelle an der Domkirche zu Eichstätt. Am 2. April 1068 schenkte eine Edle Richlinde dieser Kapelle einen Hof in Alfershausen zu deren Dotierung. Die Ortschaft ist jedoch zweifellos älter. Das Gebiet um Alfershausen war schon zur Hallstattzeit besiedelt.
Im Dreißigjährigen Krieg wurde es 1631–1648 stark zerstört. Zum Wiederaufbau trugen hauptsächlich österreichische Exulanten bei. Das hatte und hat Auswirkungen auf den dort gesprochenen mittelfränkischen Dialekt (zum Beispiel enk statt euch oder fönef statt fünf).
Ab 1742 begann der Wiederaufbau der evangelischen Kirche St. Martin, wobei Reste des zerstörten Turmes verwendet wurden. Der Chorraum des alten Turmes ist heute ein Teil der Sakristei. Im Jahr 2017 wird die Kirche außen und innen einschließlich Geläute grunderneuert.
Zum Ende des Zweiten Weltkrieges am 23. April 1945 fanden zwischen den Amerikanern und der Waffen-SS Kämpfe um Alfershausen statt. Zwei der drei deutschen Panzer vom Typ Panther wurden am Bahnhof von den US-Truppen abgeschossen und brannten aus. 15 SS-Angehörige kamen ums Leben und wurden auf dem örtlichen Friedhof bestattet.
Am 1. Mai 1978 wurde die bis dahin selbständige Gemeinde in den Markt Thalmässing eingegliedert.

## Einwohnerentwicklung
- 1910: 374 Einwohner[7]
- 1933: 382
- 1939: 350[8]
- 1961: 470[6]
- 1970: 398[6]
- 1987: 368[9]
- 2013: 402
- 2014: 400[10]
- 2018: 398

## Dialekt
In Alfershausen wird ein mittelfränkischer Dialekt mit Einschlägen aus dem Oberpfälzischen und Österreichischen gesprochen. Das ist auf die geografische Lage und die Ansiedlung von österreichischen Protestanten (Exulanten) nach dem Dreißigjährigen Krieg zurückzuführen.

## Sehenswürdigkeiten und Lokalitäten
Gasthaus zum Goldenen Ochsen
Martinskirche
evangelisch-lutherisch, erbaut 1742 im Markgrafenstil

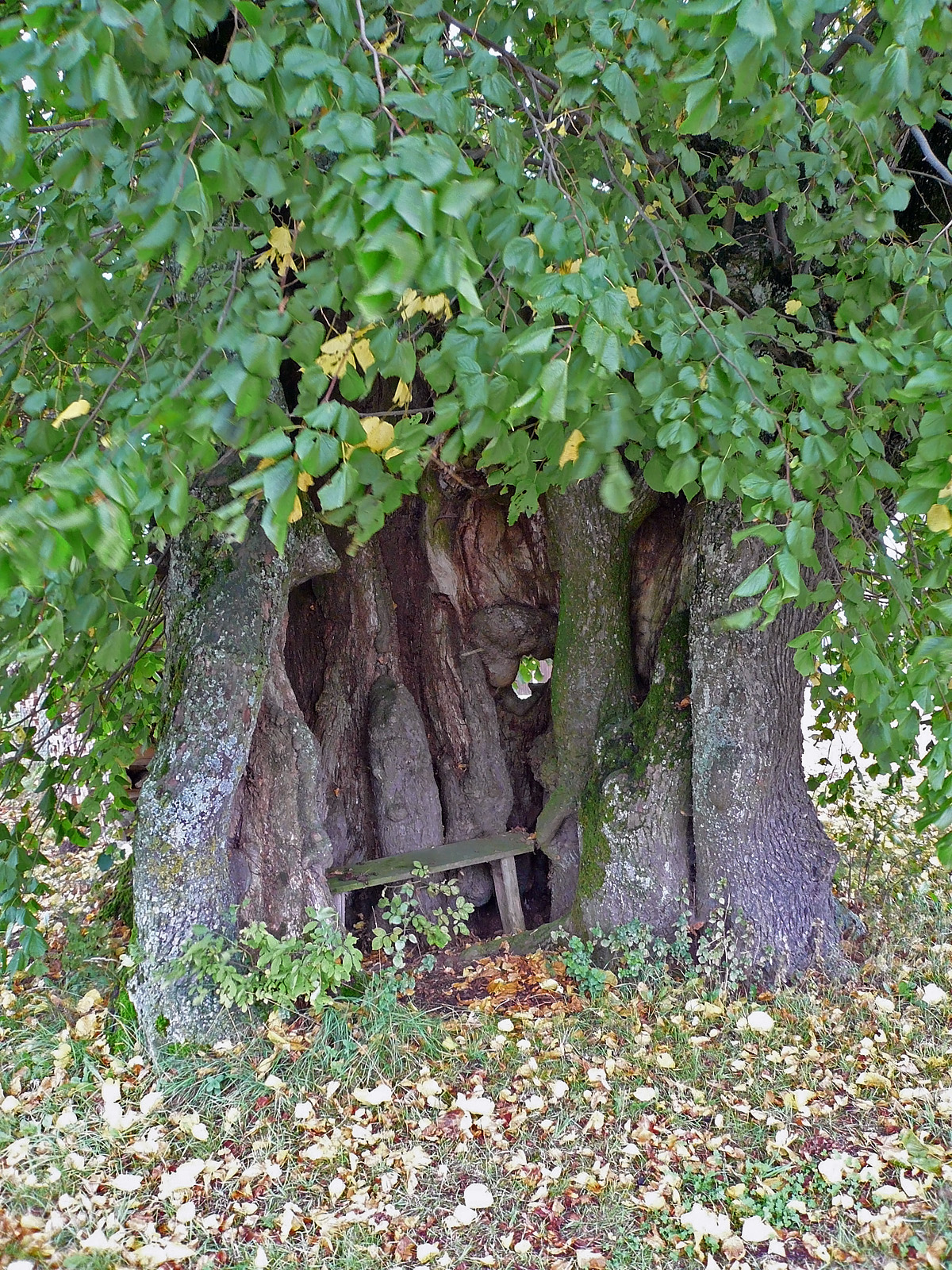
Kolbenhoflinde
⊙ Die„Tausendjährige“ Linde am Kolbenhof. Das Naturdenkmal steht exponiert an der Straße des Weilers
Alte Linde am Kolbenhof
⊙ Dieser gleichfalls bemerkenswerte Baum steht im Hofraum hinter einem Wirtschaftsgebäude bei der Trafostation.

## Regelmäßige Veranstaltungen
- Mühlbuckfest (Juli)
- Ochsenfest (August)
- Kirchweih (September)

## Sonstiges
- Alfershausen hat eine eigene Wasserversorgung. Die Quelle befindet sich am Hang des südlichen Frankenjuras oberhalb der Ortschaft Ohlangen. Der Hochbehälter als Wasserreserve liegt oberhalb der Ortschaft Rabenreuth. Die beiden Anwesen des Kolbenhofes werden durch den „Zweckverband zur Wasserversorgung der Laibstadt-Schloßberg-Gruppe“ aus dem Heidecker Gemeindegebiet mit frischem Wasser versorgt. Einen Verwaltungsrat des Zweckverbandes stellt der Kolbenhof.
- Im Jahr 2010 fand erstmals die Alfershausener Gewerbeschau statt. Die örtlichen Unternehmen präsentierten sich dabei der Öffentlichkeit.

## Persönlichkeiten
- Jürgen Diestelmann (1928–2014), evangelisch-lutherischer Theologe, Pfarrer in Alfershausen von 1968 bis 1975.
- Tobias Nißler (1853–1907), Landwirt, Bürgermeister in Alfershausen, Mitglied des Deutschen Reichstags von 1898 bis 1907